# 美国派：集体裸奔
是一部2006年的美国性喜剧電影，由环球影业发行，属于美国派系列电影的衍生系列。

## 剧情
艾瑞克是一个处于身体成熟期的青年，他喜欢在家里一边看三级片，一边自慰，是一个撸管男。一次，他偷偷摸摸在家里看三级片和打手枪，正好家人带着奶奶回来，经过家人几次猛烈的敲门后，他去开了门，裤子掉下来，一团精液喷湧而出，把奶奶当场吓死了。
艾瑞克的女友翠西和他在一起已经长达一年多，算是长线女友，但是一直未能体验性生活的快乐，也正是如此，他成为全班和全校的笑柄。
艾瑞克想方设法和翠西沟通，最后翠西答应把自己第一次交付给他，但是没有合适的时机和地点，恰好此时学校准备举办裸奔活动和橄榄球比赛，正是由于翠西的鼓励和支持，艾瑞克最后赢得了胜利，并获得了美人的芳心。

## 演员
| 演員                                     | 角色                                      | 備註                                                       |
| 約翰·懷特 John White                     | 艾瑞克·史戴弗勒 Erik Stifler              | 本劇主角，史蒂夫的堂弟。                                   |
| 潔西·席拉姆 Jessy Schram                 | 崔西·史特琳 Tracy Sterling                | 女主角，艾瑞克女友。                                       |
| 傑克·賽格爾 Jake Siegel                  | 麥克·庫茲曼（庫茲） Mike "Cooze" Coozeman | 艾瑞克好友。                                               |
| 羅斯·湯馬士 Ross Thomas                  | 萊恩·葛林 Ryan Grimm                      | 艾瑞克好友。                                               |
| 史蒂夫·泰利 Steve Talley                 | 杜懷特·史戴弗勒 Dwight Stifler            | 艾瑞克的堂哥，貝塔兄弟會大人物。承辦此屆的「裸體馬拉松」。 |
| 尤金·李維 Eugene Levy                    | 諾亞·雷文斯汀 Noah Levenstein             | 性學大師，思想啟蒙者。                                     |
| 喬登·普倫提斯 Jordan Prentice            | 洛克 Rock                                 | 侏儒兄弟會的頭頭，也是橄欖球隊主將。                       |
| 坎蒂絲·克洛斯拉克 Candace Kroslak        | 布蘭蒂 Brandy                             | 艾瑞克在派對上認識的女孩。                                 |
| 克里斯多佛·麥當勞 Christopher McDonald   | 哈利·史戴弗勒 Harry Stifler               | 艾瑞克的父親。                                             |
| 丹·佩卓尼亞維克 Dan Petronijevic         | 布爾 Bull                                 | 杜懷特好友，亦為貝塔兄弟會成員。                           |
| 潔克琳·A·史密斯 Jaclyn A. Smith          | 吉兒 Jill                                 | 庫茲在派對上認識的女孩。                                   |
| 安琪·路易斯 Angel Lewis                  | 愛蕾克斯 Alexis                           | 庫茲在派對上認識的女孩。                                   |
| 喬登·麥德莉 Jordan Madley                | 布魯克 Brooke                             | 崔西好友。                                                 |
| 梅拉妮·莫科斯基 Melanie Merkosky         | 娜塔莉 Natalie                            | 崔西好友。                                                 |
| 艾莉莎·妮可·帕列特 Alyssa Nicole Pallett | A片女優 Porn Chick                        | 艾瑞克趁家中無人偷看的色情錄影帶女演員。                   |